# Zdravilo na recept
Zdravílo na recépt je zdravilo, za katerega je za izdajo potreben zdravniški ali veterinarski recept in izpolnjuje najmanj eno od naslednjih meril:
- tudi ob pravilni uporabi je lahko neposredno ali posredno nevarno za uporabnika, če se uporablja brez zdravniškega nadzora,
- zaradi pogosto nepravilne uporabe obstaja velika verjetnost, da bo posredno ali neposredno ogrozilo uporabnikovo zdravje,
- vsebuje učinkovine ali pripravke učinkovin, katerih učinki ali neželeni učinki zahtevajo nadaljnje raziskovanje,
- obstaja v farmacevtski obliki za parenteralno uporabo.

V nekaterih primerih se lahko zdravili z isto zdravilno učinkovino izdajata na recept oziroma brez recepta, odvisno od bolezni proti kateri sta namenjena. Primera takih učinkovin sta aciklovir in acetilsalicilna kislina; aciklovir proti herpesu na ustnicah se ponekod izdaja brez recepta, proti genitalnemu herpesu pa na recept. Podobno se acetilsalicilna kislina v višjih odmerkih v zdravilih proti bolečini izdaja brez recepta, v zdravilih za preprečevanje srčno-žilnih zapletov v nižjih odmerkih pa na recept.
Zdravilu se lahko na tržišču režim izdaje spremeni in nekatera nova zdravila pridejo na tržišče najprej kot zdravila na recept, ko pa se zbere dovolj podatkov o varnosti, se režim spremeni in se lahko to zdravilo izdaja tudi brez recepta. V Veliki Britaniji se statini na primer že izdajajo tudi brez recepta, v večini ostalih držav pa so še izključno na recept. Taka zdravila imenujejo tudi preklopljena zdravila.
Zdravila na recept se lahko izdajajo samo v lekarnah.

## Podskupine
Slovenska zakonodaja nadalje razdeli zdravila na recept v podskupine:
- zdravila, ki se predpisujejo in izdajajo na obnovljivi ali neobnovljivi recept (na obnovljivi recept se lahko predpisujejozdravila, ki se uporabljajo za dolgotrajno jemanje ali za zdravljenje nekaterih kroničnih ali ponavljajočih motenj ali bolezni);
- zdravila, ki se predpisujejo in izdajajo na poseben zdravniški recept (izda se v dveh istovetnih izvodih in je potreben za zdravila z narkotičnimi in psihotropnimi učinkovinami;
- zdravila s posebnim režimom predpisovanja in izdaje (zdravila, ki se uporabljajo samo bolnišnično ali v zdravstvenih zavodih, ter zdravila, ki jih lahko predpiše le zdravnik specialist).

## Oglaševanje
Zdravila na recept ni dovoljeno oglaševati v splošni javnosti, dovoljeno pa je oglaševanje v strokovni javnosti (pri osebah, ki so pooblaščene za predpisovanje in izdajanje zdravil), pod pogoji, ki jih določa zakonodaja. Med drugim morajo biti pri oglaševanju vse lastnosti zdravilapredstavljene uravnoteženo. Oglaševanje zdravila mora vzpodbujati njegovo smotrno in varno uporabo, tako da je predstavljeno objektivno in brez pretiravanja o njegovih lastnostih.